# August von Steinberg
August von Steinberg (* 26. September 1820 in Sonnegg; † 21. April 1881 in Klagenfurt) war ein österreichischer Bezirksvorsteher und Politiker.

## Leben
Von Steinberg war der Sohn des Güterinspektors Ludwig von Steinberg (* 1777; † 25. März 1853) und dessen Ehefrau Josefa geb. von Edelsfeld (* 1785; † 31. Oktober 1854). Er war römisch-katholisch und heiratete am 19. Juli 1857 Amalia Karolina Poßnig verw. Spiess (* 4. November 1824; † 2. April 1896), die Witwe von Albert Spiess. Aus der Ehe gingen zwei Töchter und ein Sohn hervor. Hinzu kamen die zwei Söhne aus der ersten Ehe der Ehefrau, die von Steinberg adoptierte. Seine Schwester Maria Caecilia von Steinberg heiratete Vinzenz Ritter von Pitreich.
Nach dem Abschluss einer juristischen Ausbildung wurde er Bezirksrichter in Ferlach. Im Jahr 1854 wurde er Bezirksvorsteher für Ferlach. 1876 wurde er in den bleibenden Ruhestand versetzt und mit der Verleihung des Titels Landesgerichtsrat ausgezeichnet.

## Politik
Vom 8. Januar 1863 (Nachwahl vom 22. Mai 1862 nach dem Tod von Thomas Khakel) bis zum am 2. Januar 1867 war er Abgeordneter im Kärntner Landtag für den Wahlbezirk LGM 1 Klagenfurt. Im Landtag war er Mitglied des Bau- und des Verifikationsausschusses.